# SD Gundam Force
SD Gundam Force est un jeu vidéo de tir au pistolet développé et édité par Bandai en mai 2004 sur Game Boy Advance. C'est une adaptation en jeu vidéo de la série basée sur l'anime Mobile Suit Gundam et notamment Super Deformed Gundam et SD Gundam Force,.